# José Reinaldo Tavares
José Reinaldo Carneiro Tavares (São Luís, 19 de março de 1939) é um engenheiro civil e político brasileiro.
Filiado ao PSDB, foi governador do Maranhão, de 2002 a 2006, e Ministro dos Transportes do Brasil, de 1986 a 1990, no governo do presidente José Sarney.

## Carreira
Graduado em Engenharia civil na Universidade Federal do Ceará, foi diretor do Departamento de Estradas e Rodagem (DER-MA), Superintendente da Novacap, Secretário de Viação e Obras do Distrito Federal, diretor-presidente do  Departamento Nacional de Obras e Saneamento (DNOS), superintendente da Sudene, superintendente de Desenvolvimento do Nordeste, ministro dos Transportes (1986 a 1990), deputado federal de 1990 a 1994, secretário de Infra-Estrutura do estado do Maranhão, vice-governador do Maranhão (1995-1999) e governador do Maranhão.
Como engenheiro, José Reinaldo foi responsável pela construção das pontes José Sarney, que liga o centro histórico de São Luís ao bairro do São Francisco; e Costa e Silva, que liga o centro de Brasília ao Lago Sul. Foi ainda o responsável pela construção do Parque da Cidade de Brasília, antigo Parque Rogério Pitton Farias, onde fica a piscina de ondas de Brasília, o cartódromo e a sede da Policia Civil daquela capital. Participou ainda da construção das principais estradas que hoje são utilizadas no estado do Maranhão.
Em 2002, concorreu ao governo do estado, contra Jackson Lago. No mesmo ano, apoiou Ciro Gomes, depois que Roseana Sarney anunciou apoio ao mesmo. Entretanto, seu adversário Jackson Lago passou a apoiar Lula, após encontro entre Roseana Sarney e Ciro Gomes. Após queda de Ciro Gomes nas pesquisas, José Reinaldo seguiu José Sarney e passou a apoiar Lula. Com apoio de José Sarney, José Reinaldo foi reeleito no primeiro turno.
Entretanto, por desavenças entre a sua esposa, na época, Alexandra Tavares, com a senadora Roseana Sarney, houve uma ruptura de José Reinaldo com o grupo liderado por José Sarney, em maio de 2004.
Em janeiro de 2006, anunciou o divórcio com Alexandra Tavares.
Com o intuito de derrotar a família Sarney, José Reinaldo uniu-se a diversas forças oposicionistas do Maranhão, em torno da candidatura de Jackson Lago, que venceu as eleições no segundo turno em 2006, e o sucedeu no Governo do Estado.
Em 17 de maio de 2007, o ex-governador foi preso pela Polícia Federal, juntamente com mais 42 outras personalidades, durante a Operação Navalha de combate à corrupção, mas foi solto quatro dias depois em 21 de maio de 2007.
Em 26 de fevereiro de 2010, Tavares ganhou causa na 1ª Câmara Cível do TJ contra o secretário de Saúde do Maranhão, Ricardo Murad, e de seu sócio e jornalista, Hostílio Caio, que entre 2005 a 2006, escreveram em matérias do extinto jornal Veja Agora, que circulou em São Luís entre junho de 2005 a janeiro de 2007, matérias e caricaturas que violam a privacidade do então governador, a esposa e as três filhas, umas das filhas, de 6 anos, que brigou na escola, teve a notícia publicada. Murad e Costa terão de pagar R$ 16,8 mil, acrescidos de juros de 1% ao mês, ao ex-governador por publicações de textos ofensivos à sua honra no extinto jornal.
Nas eleições de 2010, concorreu pelo PSB, a uma das duas vagas de senador, alcançando o 3° lugar, com 13,99% dos votos.
Foi eleito deputado federal em 2014, para a 55.ª legislatura (2015-2019). Votou a favor do Processo de impeachment de Dilma Rousseff. Posteriormente, foi favorável à PEC do Teto dos Gastos Públicos. Em abril de 2017 votou a favor da Reforma Trabalhista.
Em agosto de 2017 votou contra o processo em que se pedia abertura de investigação do então Presidente Michel Temer, ajudando a arquivar a denúncia do Ministério Público Federal.
Em 31 de março de 2018, anunciou sua filiação ao PSDB após o encontro com o governador de São Paulo e presidenciável tucano Geraldo Alckmin. No mesmo, foi candidato ao senado, ficando em 6º lugar (3,84%).
Em abril de 2022, foi nomeado para a Secretaria de Estado de Programas Estratégicos, no governo de Carlos Brandão.
É tio do ex-deputado estadual e atual conselheiro do Tribunal de Contas do Maranhão, Marcelo Tavares.

## Histórico eleitoral
| Ano  | Eleição               | Cargo            | Partido | Coligação                                                                                   | Vice                                                                 | Votos     | %      | Resultado  |
| ---- | --------------------- | ---------------- | ------- | ------------------------------------------------------------------------------------------- | -------------------------------------------------------------------- | --------- | ------ | ---------- |
| 1990 | Estaduais no Maranhão | Deputado Federal | PFL     | Maranhão pelo Povo (PFL PTB, PSC)                                                           | —                                                                    | 28 926    | —      | Eleito     |
| 1994 | Estaduais no Maranhão | Vice-governador  | PFL     | Frente Popular do Maranhão (PFL, PMDB, PTB, PP, PSC, PL, PRP)                               | —                                                                    | 753 901   | 50,61% | Eleito     |
| 1998 | Estaduais no Maranhão | Vice-governador  | PFL     | Maranhão Muito Mais (PFL, PMDB, PSD, PL, PTB, PSC, PSL, PCdoB, PRP, PST, PRTB, PRONA, PSDC) | —                                                                    | 1 005 755 | 66,01% | Eleito     |
| 2002 | Estaduais no Maranhão | Governador       | PFL     | O Maranhão Segue em Frente (PFL, PMDB, PV, PSC, PSD, PSDC, PST)                             | Jura Filho (PMDB)                                                    | 1 076 893 | 51,06% | Eleito     |
| 2010 | Estaduais no Maranhão | Senador          | PSB     | Muda Maranhão (PCdoB/PPS/PSB)                                                               | 1º Suplenteː Sérgio Matos (PPS)2ª Suplenteː Socorro Nascimento (PSB) | 727.602   | 13,99% | Não eleito |
| 2014 | Estaduais no Maranhão | Deputado Federal | PSB     | Todos Pelo Maranhão (PCdoB, PSB,PSDB, PPS, PP,Solidariedade, PDT, PTC, PROS)                | —                                                                    | 86 728    | 2,82%  | Eleito     |
| 2018 | Estaduais no Maranhão | Senador          | PSDB    | Coragem e União Para Fazer o Maranhão Melhor (PSDB, PMN, PHS, PODE, REDE, DC)               | 1ª suplente: Lucyana Genesio (PHS)2º suplente: Márcio Endles (PODE)  | 219 225   | 3,84%  | Não eleito |